# Isturgia styriaca
Isturgia styriaca là một loài bướm đêm trong họ Geometridae.